# Terminal Redux
Terminal Redux è il terzo album in studio del gruppo musicale thrash metal Vektor, pubblicato il 6 maggio 2016 dalla Earache Records.

## Tracce
1. Charging the Void – 9:11
2. Cygnus Terminal – 8:15
3. LCD (Liquid Crystal Disease) – 7:33
4. Mountains Above the Sun – 1:22
5. Ultimate Artificer – 5:04
6. Pteropticon – 6:00
7. Psychotropia – 7:39
8. Pillars of Sand – 5:19
9. Collapse – 9:22
10. Recharging the Void – 13:36

## Formazione
- David DiSanto – chitarra, voce
- Erik Nelson – chitarra
- Frank Chin – basso
- Blake Anderson – batteria